# Шульман, Джейсон
Джейсон Шульман (Jason Shulman, Лондон, Великобритания) — современный британский художник, известен экспериментами с оптическими эффектами.

## Творчество
Заблуждения, присущие восприятию, являются областью исследования художника. Он сочетает научные эксперименты с более привычными художественными практиками, используя оптику и другие аспекты фундаментальной науки, чтобы разоблачить обманчивость опыта восприятия реальности. Создавая неоднозначные для восприятия работы, Шульман провоцирует сомнения у зрителей.
Работа A Piece of My Fathe сделана из останков отца художника после кремации. Произведение состоит из взвешенных при помощи магнитного поля частиц, заключенных в стеклянную трубку, которая опасно висит на тонкой нити над бетонным полом. Sean - предполагает участие зрителей для выявления образа  на стекле при помощи дыхания. Candle Describing a Sphere - работа художника, которая была представлена в основном проекте на Московской биеннале современного искусства в 2009. В темной комнате горит свеча на фоне светоотражающего холста, благодаря чему становятся видимыми феерические ореолы вокруг пламени свечи.